# 梅拉 (帕斯塔薩省)
1°22′15″S 78°1′10″W / 1.37083°S 78.01944°W
梅拉（西班牙語：Mera），是厄瓜多爾的城鎮，位於該國東部，由帕斯塔薩省負責管轄，是梅拉縣的首府，距離普約13公里，始建於1904年7月3日，海拔高度2,156米，2001年人口8,800。